# صلب فائق

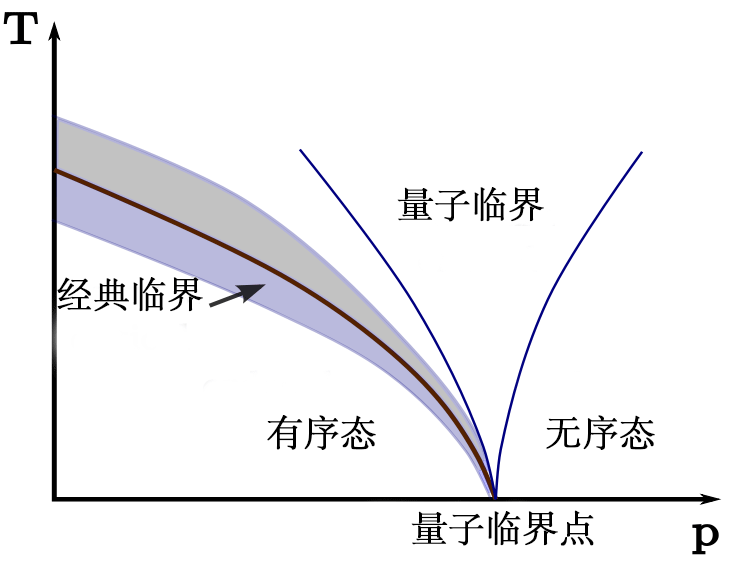

الصلب الفائق هو مادةٌ مرتبةٌ مكانيًا ذات خصائص ميوعةٍ فائقة (superfluid)، الميوعة الفائقة هي حالةٌ كموميةٌ خاصة للمادة، تتدفق فيها المادة بلزوجةٍ صفرية.

## الخلفية
اكتُشِفَ هيليوم-4 السائل بواسطة بيوتر كابيتسا، جون ألين ودون ميسنر لعرض خاصية الميوعة الفائقة عندما يتم تبريدها تحت درجة تحوّل الخصائص تدعى نقطة لامدا. الحركة فائقة الميوعة لأزواج الإلكترونات (أزواج كوبير – Cooper pairs) في بنيةٍ معدنيةٍ مُبردّة هي الآلية التي تقف خلف الموصلية الفائقة.
مع ذلك، قبل المشاهدات مؤخرًا لتصرفاتٍ مثل تصرفات الميوعة الفائقة في هيليوم-4 الصلب، اعتُبرت الميوعة الفائقة من الخواص الحصرية للحالة السائلة، مثل إلكتروناتٍ ونيوترونات في سوائلٍ ذات موصلية فائقة، غازاتٌ بتكاثف بوز-أينشتاين، أو سوائلٌ غير تقليدية مثل هيليوم-4 أو هيليوم-3 في درجات حرارةٍ منخفضةٍ بشكلٍ كافٍ.
تنشأ الميوعة الفائقة في الهيليوم من السائل العادي بواسطة تحوّلٍ طوريٍّ من الدرجة الثانية (تحوّل لامدا). في غازٍ مخففٍ ذي جسيمات بوز تأتي الميوعة الفائقة من قبل تحوّل طوري ينتمي إلى الفئة العمومية (universality class) للنموذج الكروي (Spherical model). أما في الطبقات الرقيقة لسائل الهيليوم، فهي تنشأ من السائل العادي بواسطة تحول كوستيرلتز-ثوليس (Kosterlitz–Thouless transition).
في حالة الهيليوم-4، منذ عام 1970 تم توقع إمكانية تحويله للصلب الفائق. في معظم نظريات هذه الحالة، يُفترض بأن (الشواغر – vacancies)، وهي فراغاتٌ عادةً ما تكون مملوءةً بالجسيمات في الكريستال المثالي، تكون موجودةً حتى عند الصفر المطلق.
تنشأ هذه الشواغر بسبب طاقة النقطة-صفر، والتي تدفعها للحركة من موقعٍ لآخر كالأمواج أيضًا. بما أنّ الشواغر هي بوزونات (bosons)، إذا استطاعت سُحُبٌ من الشواغر كهذه الوجود في درجات حرارة منخفضة جدًا، فيمكن لكثافة بوز-أينشتاين للشواغر أن تحدث عند درجات حرارةٍ أقل من بضعة أعشار الكلفن. تدفقٌ متناسقٌ من الشواغر يعادل تدفقًا خارقًا (superflow) (عديم الاحتكاك) لجسيماتٍ بالاتجاه المعاكس.
بالرغم من وجود الغاز للشواغر، تبقى بنية الكريستال مرتبةً، مع وجود أقل من جسيمٍ واحدٍ على كل موقعٍ شبكيٍّ بالمعدل. تستطيع ايجاد مقدمةٍ لنظرية الصلب الفائق في كتاب Superfluid States of Matter.

## تجارب
بالرغم من أنّ تجارب عديدة أتت بنتائج سلبية، في ثمانينات القرن الماضي، اكتشف جون غودكايند من جامعة كاليفورنيا (سان دييغو) أوّل شذوذٍ في مادةٍ صلبة باستخدام الموجات فوق الصوتية. مستلهمَين بملاحظاته، شاهد يون-سيونغ كيم و موسيس خان في جامعة ولاية بنسلفانيا ظاهرةً تم تفسيرها كتصرف صلبٍ فائق.
على وجه التحديد، لقد شاهدا ما سُمّيَ لاحقًا (الجمود التنازلي غير التقليدي)، فصلًا غير عاديٍ للهيليوم الصلب عن جدران الوعاء ما لا يمكن تفسيره بواسطة النماذج التقليدية لكنه يتناسب مع الميوعة الفائقة في فصل نسبةٍ صغيرةٍ من الذرات عن باقي الذرات في الوعاء.
إذا صحّ هذا التأويل، سيكون من المهم اكتشاف طورٍ كموميٍ جديدٍ للمادة. في تجربتهما، بحث كيم وخان عن تدفقٍ خارقٍ عن طريق (مذبذب التوائي – torsional oscillator). لتحقيق ذلك، يتم توصيل قرصٍ دوّارٍ بإحكامٍ إلى مغزلٍ ذي نابضٍ مضغوط، بعدها، عوضًا عن التدوير بسرعةٍ ثابتة، يُعطى القرص الدوّار حركة أوليّة باتجاهٍ معيّن، يتذبذب القرص الدوّار بفعل المغزل مثل عجلة اتزان. يتم توصيل جسيمٍ حلقيٍ مملوءٍ بالهيليوم-4 الصلب بالقرص الدوّار، معدّل تذبذب القرص والجسم الحلقي متعلّقٌ بكمية المادة الصلبة المتحركة معه، إذا كان هنالك ميوعة فائقة دون احتكاكٍ في الداخل، تكون الكتلة التي تدور مع الجسم الحلقي أقلّ، ويحصل التذبذب بسرعةٍ أعلى، بهذه الطريقة، نستطيع قياس كمية الميوعة الفائقة المتواجدة في درجات حرارةٍ مختلفة.
وجد كيم وخان أنّه حتى 2% من المادة في الجسم الحلقي كانت في حالة ميوعة فائقة (ارتفعت النسبة في تجارب جديدة لأكثر من 20%)، أكدّت تجارب مشابهة في مختبراتٍ أخرى هذه النتائج. هنالك خاصية غامضة، لا تتوافق مع النظريات القديمة، وهي أنّ التحوّل يستمر بالحصول في ضغوطاتٍ عالية، لم تثمر قياسات دقيقة لضغط انصهار الهيليوم-4 في أي ملاحظة لتحوّلٍ طوريٍّ في الصلب.
قبل 2007، قام الباحثون بحساباتٍ تشير إلى أنّ الشواغر لا يمكن أن تتواجد عند درجة حرارة الصفر في الهيليوم-4 الصلب. بالرغم من وجود بعض الجدل، يبدو أنّه من الصعب تصديق أنّ ما رآه الباحثون كان حالة الصلب الفائق. صحيحٌ أنّ تجارب أخرى، تشمل تجربة كيم وخان، ألقت بعض الشّك حول وجود صلبٍ فائقٍ حقيقي، إحدى التجارب وجدت أن التسخين المتكرر، متبوعًا بالتبريد البطيء للعيّنات، أدّى إلى اختفاء التأثير.
تقوم عملية التلدين بإزالة العيوب من مبنى الكريستال، زيادةً على ذلك، تحتوي غالبية عيّنات الهيليوم-4 على كميةٍ قليلة من الهيليوم-3، عندما يتم التخلص من بعض الهيليوم-3، يحصل تحوّل الميوعة الفائقة عند درجات حرارة أقل، ما يشير إلى أنّ التدفق الفائق يتدخل بالحركة الفعلية للسائل على طول عيوب الكريستال وليست خاصية للكريستال المثالي.
في 2009، تم اقتراح التحقق من الصلب الفائق في الشبكات البصرية، بدءًا من جزيء كريستال كمومي، تنشأ حالة الصلب الفائق حيويًّا كحالة خروجٍ عن التوازن. بينما تتداخل وظائف الموجة الجزيئية المجاورة، يُظهِر اثنان من البوزونات شبه تكاثف وترتيب الصلب طويل المدى في الوقت ذاته، الأمر الذي يستقر بواسطة اختلال التوازن في كتلتيهما. هذا الاقتراح يمكن التحقق منه في تجارب هذه الأيام بواسطة خلطاتٍ بوزنية في شبكة بصرية تمتاز بتفاعلات بسيطة في الموقع.
تستمر التجارب والنظريات في أمل الإجابة عن سؤال حقيقة وجود الصلب الفائق. في 2012، أعاد خان تجربته مع جهازٍ جديد صُمّم لاستبعاد أي مساهمةٍ لمرونة الهيليوم، في هذه التجربة، لم يجد خان والمشاركون معه أي دليلٍ على الصلب الفائق. في 2017، كتبت مجموعتا باحثين من المعهد الفدرالي السويسري للتكنولوجيا في زيورخ و معهد ماساتشوستس للتكنولوجيا (MIT) في تقريريهما عن أول إنشاءٍ للصلب الفائق بواسطة غازاتٍ كموميةٍ شديدة البرودة.
وضعت مجموعة زيورخ متكاثفات بوز-أينشتاين داخل اثنين من الرنانات البصرية، ما أدّى إلى تحسين التفاعل الذّري حتى بدأت بالتبلور بطريقةٍ عفوية وتشكيل صلبٍ يحافظ على الميوعة الفائقة الموروثة من متكاثفات بوز-أينشتاين. عرّضت مجموعة MIT متكاثفات بوز-أينشتاين ذات طاقة مضاعفة لأشعة الضوء التي صنعت ترابطًا مغزليًا مداريًا فعّالًا. التضارب بين الذرات على موقعي شبكة الترابط المغزلي المداري يؤدي إلى تعديل الكثافة التي تؤسّس المرحلة الشريطية مع خواص الصلب الفائق.